# Gruntowice
Gruntowice – wieś w Polsce położona w województwie wielkopolskim, w powiecie wągrowieckim, w gminie Damasławek. Dawniej nazywała się Grzymułtowice (Grzemolthovycze) i była gniazdem rodowym Grzymułtowskich herbu Nieczuja. W połowie XIX wieku wchodziła w skład dóbr stępuchowskich, których właścicielem był Wincenty Moszczeński. W 1880 r. Gruntowice składały się z folwarku i części włościańskiej. Folwark obejmował 304 morgi. Łącznie obie części, miały 20 domów, 169 mieszkańców (97 ewangelików, 72 katolików). W 1885 r. obszar wsi obejmował 1916 mórg. We wsi było 20 domów i 163 mieszkańców.
W 1921 r, Gruntowice występują już w całości jako wieś włościańska. Mieszkało w niej 251 osób, w 1925 r. - 244, w tym 66 Niemców. We wsi była IV- klasowa szkoła. W okresie okupacji zginęli: Antoni Dobiersztyn, Maksymilian Kaczmarek, Stanisław Królik, Stanisław Szczepański. Po wojnie było we wsi 19 gospodarstw.
W latach 1975–1998 miejscowość administracyjnie należała do województwa pilskiego. 
We wsi mieszka 104 mieszkańców (dane z 1994 roku). Dzieci chodzą do szkoły w Damasławku. Mieszkańcy należą do parafii w Kozielsku.